# 讀經教育
讀經教育是一種主要流行于大中华地区的教育主張。其支持者認為兒童自出生至13歲前是記憶力最好的年齡階段，通過誦讀古今中外最經典的篇章，使少年兒童接觸代表人類最高智慧的經典文化，以達到潛移默化兒童性情，培養讀書風氣，啟發兒童潛能，落實文化紮根，目標是使兒童成為有氣質的文化人；但在實際操作中，讀經教育出現了脫離實際等各種問題。

## 台灣
王財貴教授於台灣解嚴後，以中華文化基本教材重編為契機開始倡導兒童讀經，初期，僅於少數家庭中，以私塾的形式推廣，1994年起，由國立臺中師範學院語文教學中心，於轄內輔導學校推行，並與「社會讀經風氣推廣中心」共同編印《兒童讀經教育指導手冊》。同年臺北華山講堂成立讀經推廣中心，開課講述兒童讀經理念，培訓讀經師資，由民間往校園發展，逐漸於台灣社會流行，大謙讀經學園，后謙雙語讀經學園（页面存档备份，存于），正倫雙語讀經學園，正和讀經學園，宏遠讀經學園，福智的讀經班陸續成立。近年進而往海外華人地區、中國大陸推廣。

## 中國大陸
1990年代，中國大陸在政府、學者和民間人士共同支持下，王財貴的理論獲得大量信眾支持，成為一條产业链条。王財貴名为「北京文礼经典文化公司」的公司，该公司官网显示学生读经所用的标准教材售价273元；智能桌面读经机，售价2680元；家庭胎、早教套装，售价9980元。讀經熱進入高潮，近百家讀經學堂雨後春筍般建立，大批少年進入讀經學堂求學，離開體制教育，造成後來的適應不良，有學生最基礎的小學英文都不甚了解。一名學生曾去問王财贵到前途何在，王财贵回答若还考虑前途问题，那就不要读书了。
曾相信体制教育是糟粕的自考学生，而现在会很羡慕体制内的教育。最早的一批曾被吸引的家长们，如今变成坚定的反对者。浙江遂昌王财贵经典学校的校长赵升君，最初也是王财贵追随者，但在「老实大量读经」的实践中发现，全天机械性地背书，有学生读了几年仍不识字，更严重得了厌学症。他說：“这不是真的读经教育，是换了内容的应试教育。”
除王財貴之外，淨空法師也是中國大陸讀經教育的推動者之一；他曾於2005年在其家鄉安徽廬江湯池鎮開設「廬江中華文化教育中心」，教授以《弟子规》為主的儒家文化，但該機構2008年12月即告停辦。

## 外部連結
- 重整中國文化斷層的宏圖大業──南懷瑾大師在全球推動兒童讀經運動（香港文匯報）
- 王财贵与『儿童读经运动[永久]
- 要求少儿读经是逆潮流而动[永久]
- 读经少年圣贤梦碎：背了十年书 识字却成问题（页面存档备份，存于）